# Balluna
Balluna (arab. بلونة) – wieś w Syrii, w muhafazie Hama. W 2004 roku liczyła 60 mieszkańców.